# Tachybaptus
Tachybaptus es un género de aves podicipediformes de la familia Podicipedidae, cuyas especies se denominan comúnmente zampullines, zambullidores o macaes y se distribuyen por todos los continentes, a excepción de la Antártida.
Estas aves forman pequeñas colonias en áreas de lagunas de agua dulce de densa vegetación, como los demás zampullínes construyen nidos cerca del agua, son excelentes nadadores y buceadores, pudiendo perseguir peces dentro del agua.
Sus especies presentan poco dimorfismo sexual.

## Especies
- Tachybaptus ruficollis, zampullín común;
- Tachybaptus novaehollandiae, zampullín australiano;
- Tachybaptus pelzelnii, zampullín malgache;
- † Tachybaptus rufolavatus, zampullín del Alaotra (considerado extinto en 2010, siendo visto por la última vez en 1985)[1][2][3]
- Tachybaptus dominicus, zampullín macacito, zampullín menor, macá gris o zambullidor chico.